# Référendum contre l'augmentation du financement de Frontex par la Confédération suisse
Le référendum contre l'augmentation du financement de Frontex par la Confédération suisse a lieu le 15 mai 2022. Il vise à permettre à la population suisse de se prononcer sur l'arrêté fédéral du 1er octobre 2021 validant la reprise du règlement de l'Union européenne sur le sujet.

## Objet
L'arrêté soumis au référendum prévoit une augmentation du financement de la Suisse à l'agence européenne Frontex de 24 millions de francs suisses par année en 2021 à 61 millions d'ici à 2027 et le passage d'une moyenne de 6 postes à plein temps mis à disposition par la Suisse à 40.

## Historique
La Suisse finance et participe aux missions de l'agence Frontex depuis 2011. Le parlement européen a validé un nouveau règlement sur les gardes-frontières et garde-côtes le 13 novembre 2019. Le Conseil fédéral suisse a transmis un message au parlement suisse, le 26 août 2020, lui proposant l'approbation de ce règlement. Lors de la session d'automne 2021, le parlement adopte un arrêté fédéral portant approbation dudit règlement. Le 27 octobre 2021, des organisations annoncent le lancement d'un référendum contre cet arrêté.
Le 12 janvier 2022, le Conseil fédéral précise que le référendum fera partie des objets de votation du 15 mai 2022 si la récolte de signature aboutit.
Le 20 janvier 2022 le comité référendaire dépose 62 000 signatures à la Chancellerie fédérale.

## Campagne
Avant la validation définitive par la Chancellerie fédérale du nombre de signatures requis pour la tenue du référendum, la conseillère fédérale Karin Keller-Sutter annonce la tenue probable du référendum lors d'une réunion informelle des ministres européens chargés de la justice et des affaires intérieures les 3 et 4 février 2022 à Lille.
Le 25 février, les personnes s'opposant à l'augmentation du financement de Frontex tiennent une conférence de presse. Les recommandations du Conseil fédéral et du parlement sont présentées en conférence de presse le 2 mars.
Le 26 mars, en congrès à Echarlens (FR), les jeunes UDC décident de recommander le rejet de la loi sur Frontex. Le 9 avril, l'UDC rejette le référendum et approuve l'augmentation financière prévue par l'arrêté.
Le 1er avril, un sondage commandé par la SRG SSR à l'entreprise gfs.bern donne l'arrêté tel que voté par le parlement accepté par 63 % des votants.
Le vendredi 22 avril des personnes s'opposant à l'arrêté ont bloqué pendant une heure le siège de l'Office fédéral de la douane et de la sécurité des frontières (OFDF) à Berne avec une banderole indiquant «Frontex tue et l’OFDF s’en rend complice.». Le lendemain, une manifestation de plus d'un millier de personnes ont défilé pour le rejet de l'arrêté dans cette même ville.
Le jeudi 28 avril, le directeur de l'agence Frontex Fabrice Leggeri démissionne . Sans lien avec la votation, l'incidence de cet événement sur cette dernière est diversement interprétée. Les partisans de l'arrêté y voient une démonstration de la capacité de réforme de l'institution alors que pour les personnes qui y sont opposées, il s'agirait d'une reconnaissance des dysfonctionnements dénoncés.

Le mardi 3 mai, les conseillers fédéraux Karin Keller-Sutter et Ueli Maurer reconnaissent dans une interview donnée à la presse l'existence de refoulements illégaux (pushback) de la part des employés de Frontex mais les décrivent comme isolés. Le lendemain, un ex-agent suisse de Frontex témoigne lui aussi dans la presse des dysfonctionnements de l'agence. Il en relève au moins trois : la diversité des interprétations des normes par les agents sur le terrain selon leur formation nationale reçue (qui va de longues ou presque inexistantes), la corruption des agents qui reflète aussi les diversités des rémunérations dans les contextes nationaux, et enfin la difficulté de la communication entre les agents, les instances nationales et l'agence qui s'illustre par le manque de prise en compte des problèmes signalés.

Images de la campagne pour le non
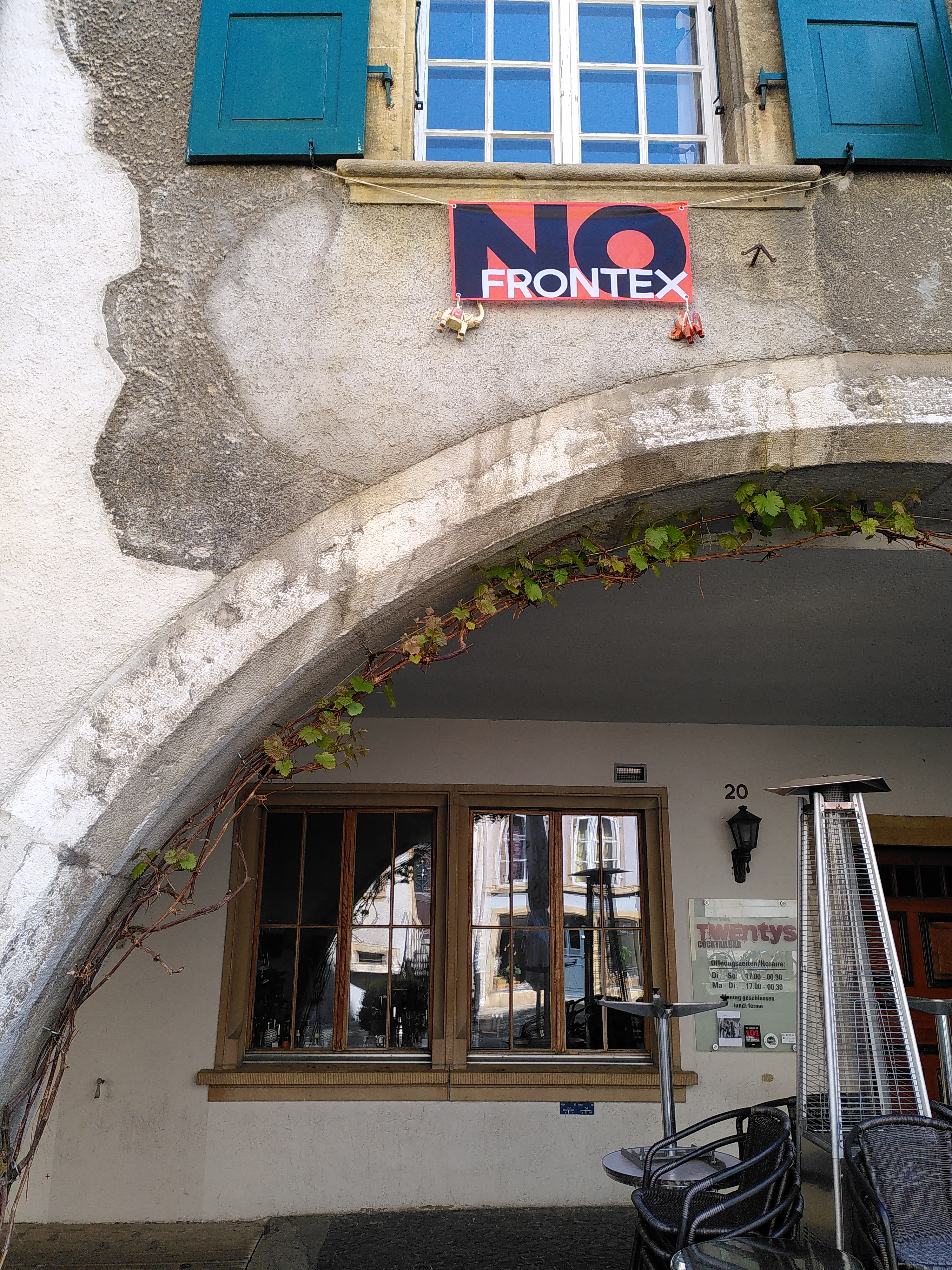
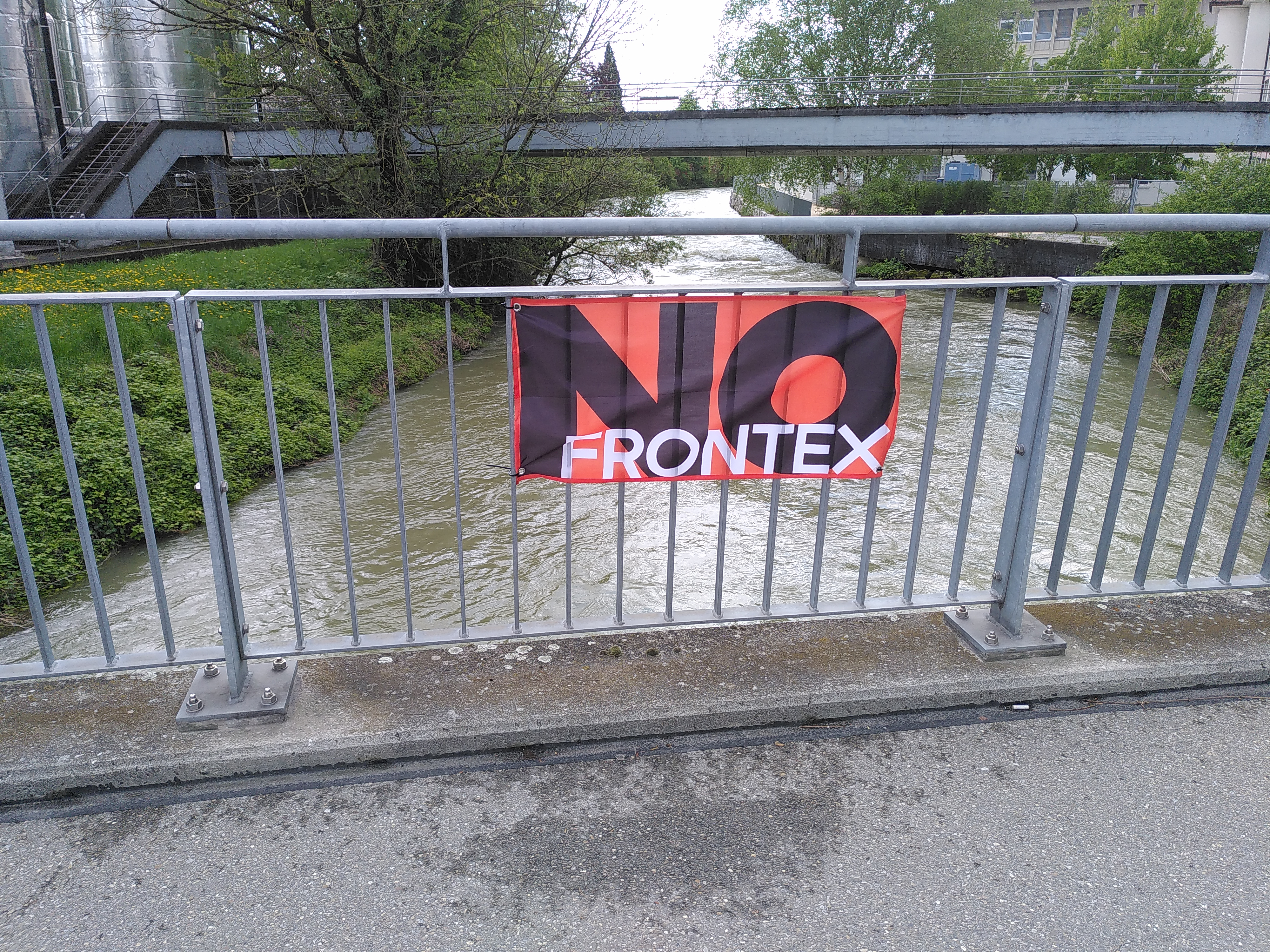
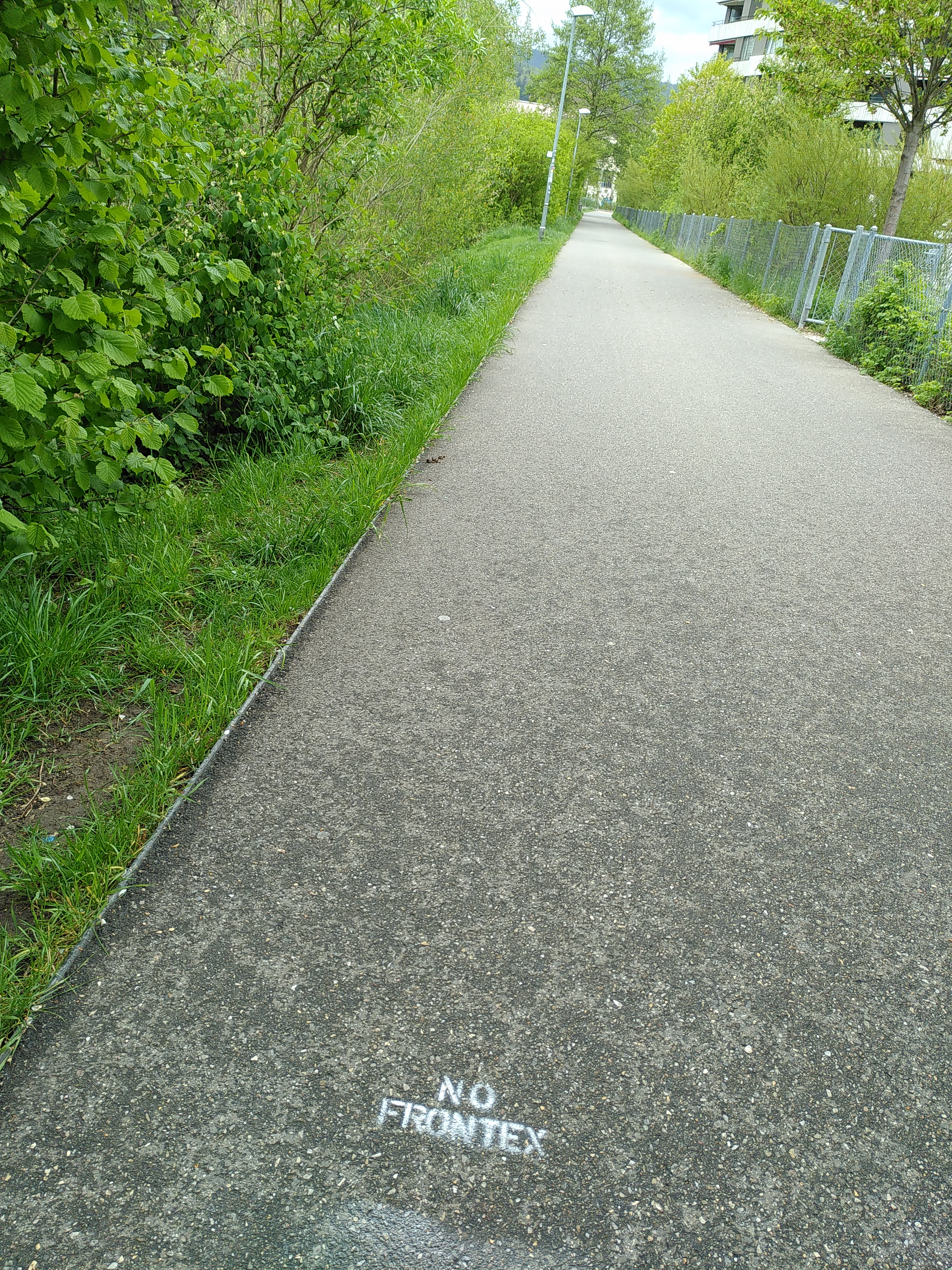
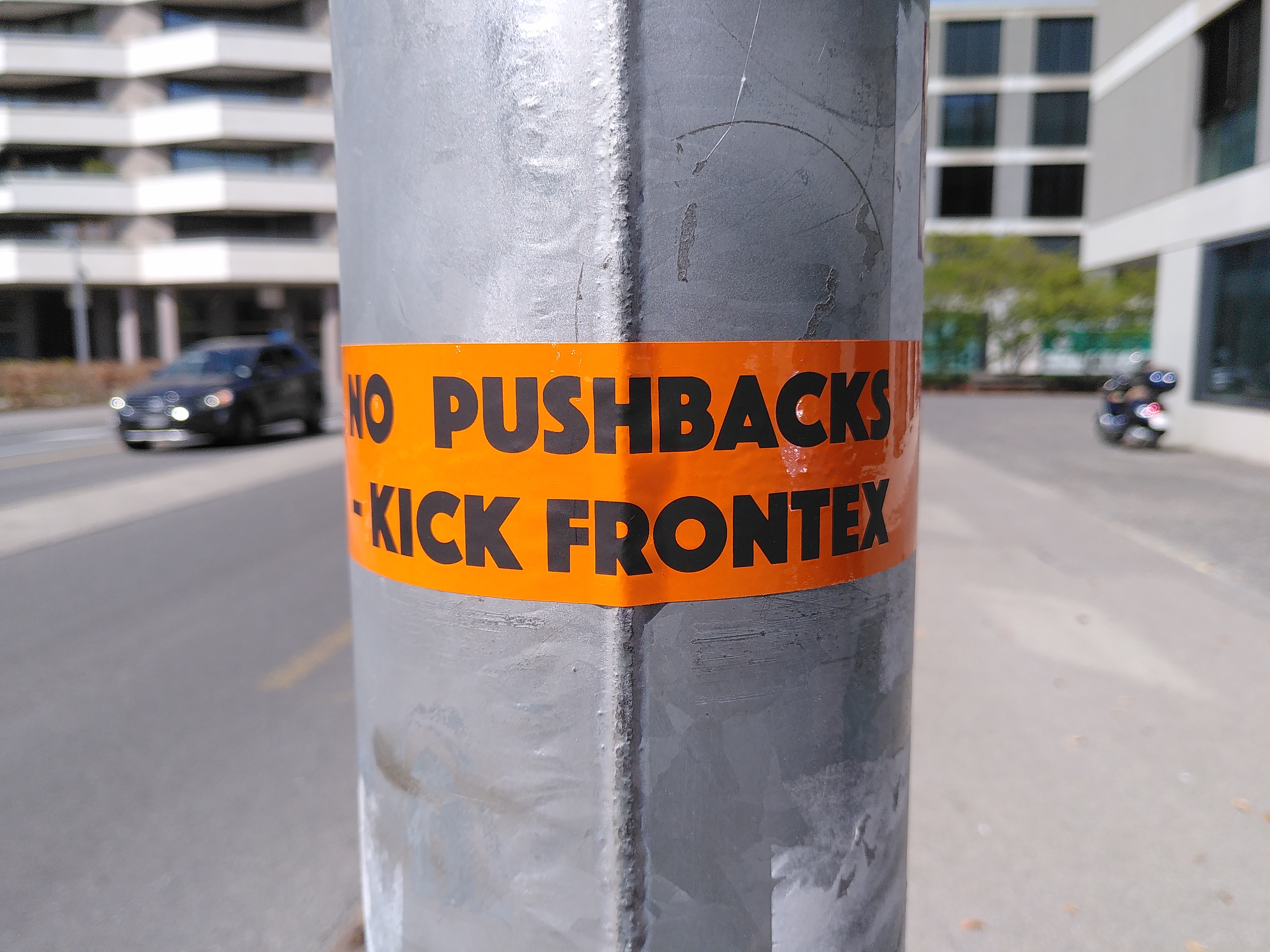

## Avis favorables à l'arrêté
Le Conseil fédéral défend l'arrêté en mettant en avant principalement le fait que le rejet de celui-ci remettrait en cause la participation de la Suisse à la Convention de Schengen.
Le section genevoise du parti Le Centre met en avant trois arguments. Premièrement, l'augmentation des moyens de l'agence a pour but de corriger ses dysfonctionnements et garantir le respect des droits humains. Deuxièmement, La Suisse pourra mieux défendre les droits fondamentaux en participant à Frontex plutôt qu'en restant à l'extérieur. Finalement, un Non aggraverait encore nos relations avec l'Union européenne.

## Avis opposés à l'arrêté
Les membres du comité référendaire s'opposent à l'arrêté au regard des violations des droits humains dont l'agence Frontex serait à l'origine et aussi en raison de la nature en elle-même du mandat confié à l'agence qui consisterait en une logique de militarisation des frontières extérieures de l'Europe induisant la criminalisation de la migration et obligeant les personnes migrantes à s'exposer à l'exploitation criminelle.
Par ailleurs, la menace de l'exclusion des accords Schengen en cas de refus de l'arrêté est dénoncée comme manipulatoire. La Confédération suisse a déjà signé avec beaucoup de retard plusieurs mesures européennes sans que cela n'entraîne des exclusions automatiques. Le refus de l'arrêté donnerait, selon les opposants, simplement au Conseil fédéral le mandat de renégocier cette augmentation en y ajoutant de nouvelles exigences.
Un autre courant, qui veut se distinguer du comité référendaire, s'oppose également à l'arrêté mais en mettant en avant inefficacité de l'agence.

## Résultats
| Pour                   | 1 523 003 | 71.48 | 20 | 6 | 23 |  |  |
| Contre                 | 607 667   | 28.52 | 0  | 0 | 0  |  |  |
|                        |           |       |    |   |    |  |  |
| Votes valides          |           |       |    |   |    |  |  |
| Votes blancs           |           |       |    |   |    |  |  |
| Votes invalides        |           |       |    |   |    |  |  |
| Total                  |           | 100   | 20 | 6 | 23 |  |  |
| Abstentions            |           |       |    |   |    |  |  |
| Inscrits/Participation |           |       |    |   |    |  |  |